# فلورا لويس
فلورا لويس (بالإنجليزية: Flora Lewis)‏ هي صحفية أمريكية، ولدت في 25 أبريل 1918 في لوس أنجلوس في الولايات المتحدة، وتوفيت في 2 يونيو 2002.